# Fact-finding
Der Begriff Fact-Finding (englisch für Tatsachenfeststellung; Untersuchung) kommt im deutschen sowie im englischen Sprachraum häufig in einer Konnotation zu Menschenrechtsverletzungen und Konflikten vor, kann aber auch allgemein im Sinne des Wortes verwendet werden.
So versucht Fact-Finding, Fakten über Menschenrechtsverletzungen und Konflikte als Vorstufe zur Konfliktprävention zu finden. 
In der Agenda für den Frieden ist das Fact-Finding als ein Mittel zur Konfliktprävention angeführt. Dabei wird hier noch nicht geschlichtet, sondern geschulte Interviewer fragen nach Menschenrechtsverletzungen und Konflikten. 
Oft kann man sich sonst gar kein Bild von dem Konflikt machen. Die UN, aber auch die OSZE haben Probleme, genügend qualifiziertes Personal für solche Aktionen zu finden. Denn die Fact-Finder müssen nicht nur in Interview-Techniken, sondern auch in der Landessprache geschult sein. Bisher gab es erst wenige solcher Fact-Finding-Missionen, unter anderem in Moldawien. Dort wurde dadurch ein größerer Konflikt vermieden. Die OSZE hat diese Mission geleitet. 